# Tsutomu Seki
Tsutomu Seki (関 勉, Seki Tsutomu) (Kochi, 3 de novembro de 1930) é um astrônomo japonês.
Ele descobriu vários cometas e asteroides, entre eles o cometa C/1965 S1 (Ikeya-Seki) e o asteroide Amor (13553) 1992 JE.

## Biografia
Seu interesse por cometas começou quando ele leu sobre o cometa Honda-Mrkos-Pajdusakova. Então ele começou a procurar por cometas em 1950, chegando a encontrar o cometa Crommelin em 1956.
Mas após dez anos de procura por cometas sem muito sucesso, Seki decidiu parar esta busca em 1959 voltando um tempo depois.
Seu primeiro cometa descoberto foi o cometa Seki, em 11 de Outubro de 1961, após 12 anos de dedicação e melhor equipado do que na sua primeira década de procuras. Após este cometa vários outros vieram.
Em 1973 ele mudou o seu lugar de observação para um novo local na Vila Geisei, estabelecendo lá o Observatório Geisei e direcionando seu estudos para observações astrométricas, cálculos orbitais, encontrando cometas periódicos e para a procura de asteroides.
Como astronômo ele ganhou vários prêmios de organizações astronômicas e não-astronômicas. Ele ganhou prêmios da Astronomical Society of Japan, Oriental Astronomical Association, Astronomical Society of the Pacific, e Astronomical Association of France. Ganhou também prêmios da Prefectural Government, Kochi Newspaper Company, e Kochi Cultural and Education Association por sua contribuição na cultura local.
Além de astrônomo, Tsutomu Seki também é um guitarrista clássico e um atleta que participa do Japanese Masters Games. Também escreveu muitos livros, e ganhou prêmios literários com eles.
O asteroide 3426 Seki foi assim nomeado em sua homenagem.